# Circaea cordata
Circaea cordata là một loài thực vật có hoa trong họ Anh thảo chiều. Loài này được Royle mô tả khoa học đầu tiên năm 1835.